# Арчаков, Владимир Юрьевич
Владимир Юрьевич Арчаков (бел. Уладзімір Юр’евіч Арчакоў; 1967, Свердловск, РСФСР, СССР) — белорусский военный деятель, генерал-майор (2014). Кандидат юридических наук.

## Биография
Родился в 1967 году в городе Свердловске Российской Федерации.
Имеет три высших образования: в 1988 году окончил Свердловское высшее военно-политическое танко-артиллерийское училище, в 1996 году — Институт национальной безопасности Республики Беларусь, в 2014 году — Белорусский государственный экономический университет.
Кандидат юридических наук.
С 10 апреля 2012 года по 21 февраля 2014 года работал начальником управления Комитета государственной безопасности Республики Беларусь по Витебской области.
С 21 февраля 2014 года является заместителем Государственного секретаря Совета Безопасности Республики Беларусь. Является заместителем председателя Межведомственной комиссии по безопасности в экономической сфере при Совете Безопасности Республики Беларусь , председателем Межведомственной комиссии по безопасности в информационной сфере при Совете Безопасности Республики Беларусь. Является одним из авторов Концепции информационной безопасности Республики Беларусь.

## Награды
- медаль «За безупречную службу» I, II и III степеней
- орден «За службу Родине» III степени